# Prix de Rome

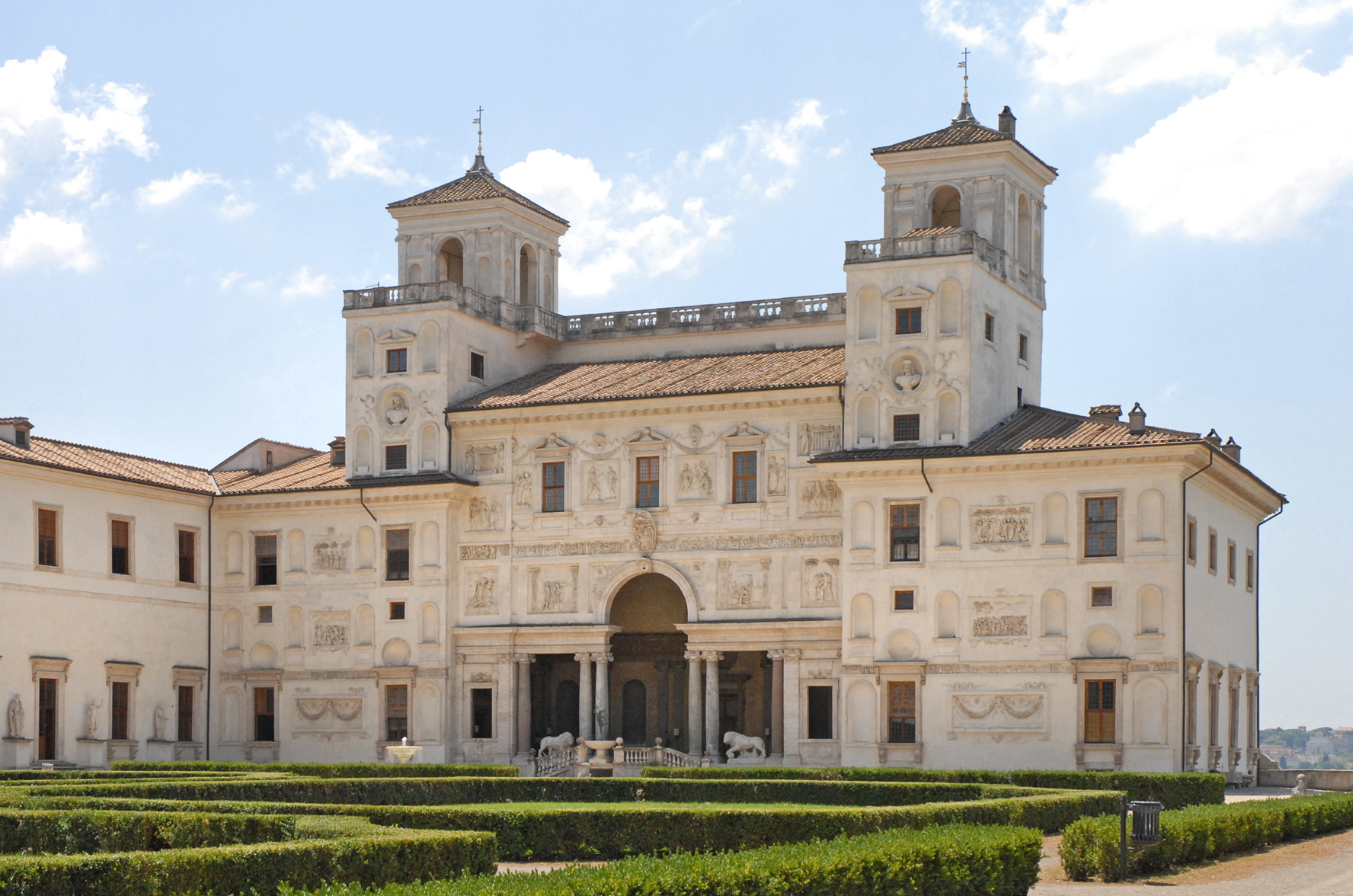
Villa Medici

Prix de Rome (wym. [pʁi də ʁɔm], pol. Nagroda Rzymska) – francuska nagroda w formie stypendium dla wybitnych młodych malarzy, rzeźbiarzy, architektów, grafików i muzyków.

## Historia
Nagrodę stanowiło trzyletnie stypendium, obejmujące pobyt w Rzymie wraz z mieszkaniem w rzymskiej Académie de France mieszczącej się w Villa Medici przy Viale Trinità dei Monti 1. Stypendium zostało ustanowione przez króla Ludwika XIV w roku 1666 i zniesione przez ministra kultury André Malraux w roku 1968 w związku z konfliktami studenckimi.
W roku 1648 staraniem nadwornego malarza i architekta Charlesa Le Bruna została utworzona Królewska Akademia Malarstwa i Rzeźby (Académie Royale de Peinture et de Sculpture). Począwszy od roku 1666 absolwenci Akademii – malarze i rzeźbiarze, a od roku 1720 również architekci – mogli ubiegać się o Prix de Rome.
Wśród nagrodzonych byli wybitni artyści, m.in. malarze Antoine Coypel, Jean-Honoré Fragonard i Jacques-Louis David oraz rzeźbiarze François Girardon i Jean-Antoine Houdon.
W czasach rewolucji francuskiej w latach 1792-1801 nie przyznawano Prix de Rome. Od roku 1803 przyznawaniem Prix de Rome zajęła się nowo utworzona Académie des Beaux-Arts. W XIX wieku ustanowiono nagrody dla muzyków i grafików. Do zdobywców nagrody należeli m.in. Jean-Auguste-Dominique Ingres, Jean-Baptiste Carpeaux, kompozytorzy Charles Gounod, Georges Bizet, Hector Berlioz i Claude Debussy.
Na wzór Francji Belgia również ustanowiła w roku 1841 swój Prix de Rome.